# Liczę na wasze grzechy
Liczę na wasze grzechy – polska komedia sensacyjna z 1963 roku na podstawie powieści Andrzeja Jurka.

## Obsada aktorska
- Ewa Krzyżewska − Renata
- Wanda Koczeska − Elżbieta
- Krystyna Walczak − Malinka, konserwator w muzeum, „członek” klubu
- Jerzy Jogałła − „Wiewiórka”, instruktor LOK, „członek” klubu
- Jan Kociniak − Adam Panek, dziennikarz „Sztandaru Młodych”
- Witold Gruca − kleryk Rudolf
- Henryk Hunko − instruktor LOK, „członek” klubu
- Jerzy Karaszkiewicz − architekt Wiesiek, „członek” klubu
- Wacław Kowalski − Marzec, pracownik zakładu pogrzebowego „Concordia”, sąsiad Panka
- Włodzimierz Kwaskowski − tapicer Konstanty Gębicki, właściciel fiata
- Zdzisław Leśniak − Vittorio Scaretti
- Janusz Bukowski − kursant na strzelnicy

## Fabuła
Adam Panek jest młodym, sprytnym dziennikarzem. Przypadkowo trafia na tzw. Klub skrzypiącej szafy. Jest to stowarzyszenie zrzeszające młodych ludzi, którzy postrzegają siebie jako pokolenie bez rodziców, sami wyznaczają sobie moralne wartości. Społeczny bunt grupy objawia się słuchaniem muzyki jazzowej, piciem wódki i miłością. Raz na dwa miesiące odbywa się losowanie, którego zwycięzca ma dwa tygodnie na popełnienie samobójstwa. Panek pisze o tym artykuł, który wywołuje poruszenie. Młodym próbują pomóc kościół, prokurator, prasa zachodnia i telewizja. Zaczynają się poszukiwania potencjalnych samobójców.